# Europameisterschaften im Springreiten 2011

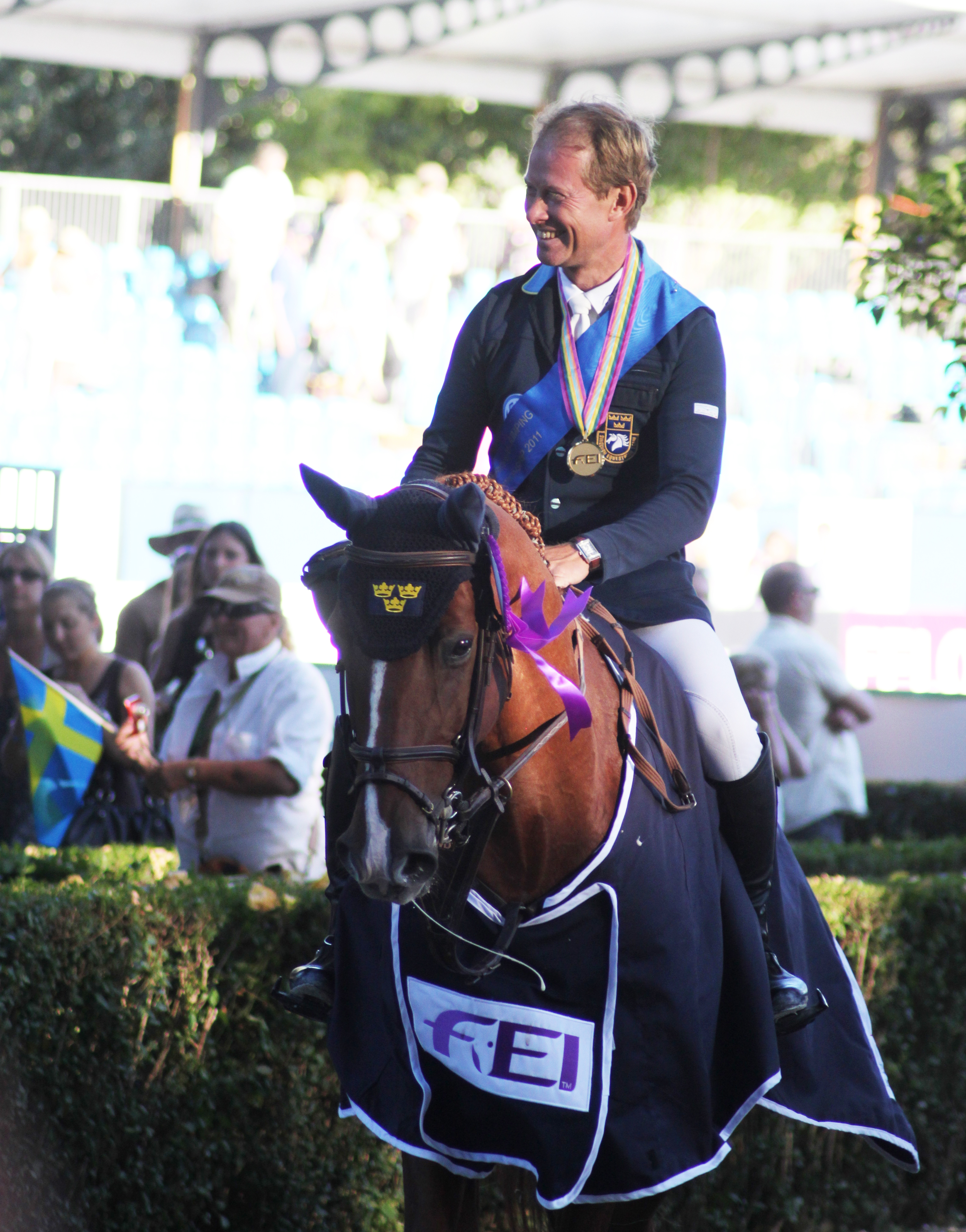
Einzel-Europameister 2011: Rolf-Göran Bengtsson mit Ninja

Die Europameisterschaften im Springreiten 2011 fanden vom 13. September bis 18. September 2011 in Madrid statt.
Es handelte sich hierbei um die 31. Europameisterschaft im Springreiten, erst zum 19. Mal wurden auch Medaillen in der Mannschaftswertung vergeben.

## Organisation

### Vorbereitung
Im April 2009 entschied die FEI, die Europameisterschaften an die spanische Hauptstadt Madrid zu vergeben.
Damit trug Spanien zum zweiten Mal – nach Gijón 1993 – die Springreit-Europameisterschaften aus.

### Durchführung, Austragungsort, Medien
Die Europameisterschaften wurden am Dienstag, den 13. September 2011, am Nachmittag eröffnet. Das sportliche Programm begann am Mittwoch und umfasste neben den Wettbewerben der Europameisterschaft auch ein internationales Springreitturnier, ausgeschrieben als CSI 3*.
Die Veranstaltung endete am Sonntag (18. September 2011) nach der Siegerehrung. Die Veranstaltung wurde auf dem Gelände des Club de Campo Villa de Madrid ausgetragen, der regelmäßig abwechselnd mit Gijón das spanische Nationenpreisturnier ausrichtet.
Extra für die Europameisterschaften wurde der Rasenboden des Reitstadions abgetragen und durch einen Allwetter-Sandboden ersetzt. In Folge soll jedoch wieder ein Rasenbelag hergestellt werden.
Im deutschsprachigen Fernsehen wurden die Europameisterschaften auf Eurosport umfangreich übertragen. Die Mannschaftsentscheidung wurde am Donnerstag (etwa 4 ½ Stunden) und am Freitag (fast 3 Stunden) komplett live übertragen. Das Finale der Einzelwertung wurde im Rahmen einer Zusammenfassung etwa eine Stunde lang übertragen. Daneben hat die FEI die Europameisterschaftsprüfungen kostenpflichtig übertragen.

## Wettbewerbe

### Allgemeines
Die Mannschafts- und Einzelentscheidung wurde von Mittwoch bis Freitag in gemeinsamen Prüfungen durchgeführt. Während die Mannschaftsentscheidung bereits am Freitag fiel, wurde der Einzeleuropameister erst am Sonntag nach einer weiteren Prüfung gekürt.
Es traten insgesamt 67 Reiter bei den Europameisterschaften in Madrid an, aus diesem Starterfeld bildeten 16 Nationen eine Mannschaft. Die teilnehmenden Nationen durften jeweils vier Springreiter mit jeweils einem Pferd zu den Europameisterschaften entsenden.

### Zeitplan
Die erste Teilprüfung war die Zeitspringprüfung am Mittwoch. In dieser Prüfung starteten alle an den Europameisterschaften teilnehmenden Reiter. Jede Mannschaft bestand aus drei oder vier Reitern einer Nation, von denen die drei besten Ergebnisse in die Mannschaftswertung eingingen.
Nach dieser Prüfung wurde die dort erzielte Zeit (Strafpunkte wurden bei Zeitspringprüfungen in Sekunden umgerechnet) in Wertungspunkte umgerechnet. Hierbei wurde der Führende mit 0,00 Wertungspunkten geführt. Die nachfolgenden Reiter erhielten ihren jeweiligen Abstand zum Führenden in Hundertstelsekunden als Wertungspunkte, jedoch in halbiertem Umfang, abgerundet auf zwei Stellen hinter dem Komma. Somit hätte ein Reiter, der 13 Hundertstelsekunden hinter dem Führenden platziert war, 0,06 Wertungspunkte erhalten.
Verteilt auf Donnerstag und Freitag wurde die zweite Prüfung, eine Springprüfung mit zwei Umläufen, durchgeführt. Am Freitag durften nur noch die besten zehn Mannschaften sowie die besten 50 Reiter teilnehmen (alle Mannschaftsreiter der zehn Mannschaften waren qualifiziert). Nach dieser Prüfung stand die endgültige Mannschaftswertung fest, anhand derer die Mannschaftsmedaillen vergeben wurden.
Die besten 25 Teilnehmer nach der zweiten Teilprüfung durften am Einzelfinale am Sonntag teilnehmen, eine Beschränkung der Teilnehmer pro Nation bestand nicht. Diese finale Prüfung wurde ebenfalls als Springprüfung mit zwei Umläufen ausgetragen.

## Ergebnisse

### Zwischenergebnis nach dem ersten Tag
Nach der ersten Prüfung setzte sich Frankreich mit lediglich 2,95 Wertungspunkten in Führung. Auf Rang zwei befand sich die deutsche Mannschaft mit 4,41 Wertungspunkten.  Mit einem Abstand von weniger als zwei Abwürfen (acht Strafpunkten) befanden sich die Teams von Schweden, den Niederlanden, Großbritannien und Belgien dahinter.
In der Einzelwertung setzte sich, wie in der Mannschaftswertung, mit Olivier Guillon ein Franzose in Führung. Auf Rang zwei folgte der Österreicher Stefan Eder. Im Abstand von einem Abwurf zum Führenden folgten weitere 26 Reiter.
Einzelwertung:
| Rang | Reiter             | Pferd           | Sekunden (Wertungspunkte) |
| ---- | ------------------ | --------------- | ------------------------- |
| 1    | Olivier Guillon    | Lord de Theize  | 78,85 (0,00)              |
| 2    | Stefan Eder        | Chilli van Dijk | 79,93 (0,54)              |
| 3    | Beat Mändli        | Louis           | 80,11 (0,63)              |
| 4    | Carsten-Otto Nagel | Corradina       | 80,24 (0,69)              |
| 5    | Kevin Staut        | Silvana         | 80,43 (0,79)              |

Mannschaftswertung:
| Platz | Land        | Reiter und Pferde | Wertungspunkte             |
| ----- | ----------- | --- | -------------------------- |
| 1     | Frankreich  | Michel Robert Kellemoi de Pepita Pénélope Leprevost Mylord Carthago Kevin Staut Silvana Olivier Guillon Lord de Theize                | 2,95 2,16 (2,55) 0,79 0.00 |
| 2     | Deutschland | Marco Kutscher Cornet Obolensky Carsten-Otto Nagel Corradina Janne Friederike Meyer Lambrasco Ludger Beerbaum Gotha FRH               | 4,41 1,73 0,69 1,99 (3,23) |
| 3     | Schweden    | Malin Baryard-Johnsson Tornesch Angelica Augustsson Mic Mac du Tillard Henrik von Eckermann Coupe de Coeur Rolf-Göran Bengtsson Ninja | 6,74 (2,93) 2,73 2,24 1,77 |

### Zwischenergebnis nach dem zweiten Tag
Der Parcours des zweiten Tages stellte für viele Reiter eine erhebliche Herausforderung dar, es kam zu vielen Hindernisabwürfen. Schwerpunkte hierbei waren der Wassergraben und eine Hindernisfolge auf der Schlusslinie (Trippelbarre mit nachfolgender zweifacher Kombination).
Gewinner des Tages war die niederländische Mannschaft, die drei fehlerfreie Ritte verzeichnen konnte und sich damit in Führung setzte. Sie profitierten hierbei von den Fehlern der bisher führenden Franzosen, die sich recht gleichmäßig auf die Mannschaft verteilten. Die deutsche Mannschaft lag weiterhin auf Rang zwei, die Schweizer lag auf Rang neun.
Nicht mehr dabei im zweiten Umlauf der besten zehn Mannschaften war Österreich auf Platz 13. Die Mannschaft, die nur mit drei Reitern gestartet war, verzeichnete 49 Strafpunkte. Seinen Anteil an diesen Verlusten hatte Stefan Eder, der von Rang zwei auf 37 abrutschte und damit einer der größten Verlierer in der Einzelwertung war.
In der Einzelkonkurrenz konnte sich Carsten-Otto Nagel nach Platz vier vom Vortag und einer Nullrunde am Donnerstag im Zwischenergebnis in Führung setzten. Olivier Guillon rutschte nach einem Abwurf auf Rang neun ab.
Einzelwertung:
| Rang | Reiter             | Pferd             | Wertungspunkte | Wertungspunkte | Wertungspunkte |
| Rang | Reiter             | Pferd             | Tag 1          | Tag 2          | Gesamt         |
| ---- | ------------------ | ----------------- | -------------- | -------------- | -------------- |
| 1    | Carsten-Otto Nagel | Corradina         | 0,69           | 0,00           | 0,69           |
| 2    | Billy Twomey       | Tinka´s Serenade  | 0,95           | 0,00           | 0,95           |
| 3    | Nick Skelton       | Carlo             | 1,04           | 0,00           | 1,04           |
| 4    | Grégory Wathelet   | Copin van de Broy | 1,53           | 0,00           | 1,53           |
| 5    | Gerco Schröder     | New Orleans       | 1,54           | 0,00           | 1,54           |

Mannschaftswertung:
| Platz | Land        | Reiter und Pferde | Wertungspunkte             | Wertungspunkte              | Wertungspunkte |
| Platz | Land        | Reiter und Pferde | Tag 1                      | Tag 2                       | Gesamt         |
| ----- | ----------- | --- | -------------------------- | --------------------------- | -------------- |
| 1     | Niederlande | Eric van der Vleuten Utascha SFN Maikel van der Vleuten Verdi Gerco Schröder New Orleans Jeroen Dubbeldam Simon         | 7,42 (5,59) 3,37 1,54 2,51 | 0,00 (9,00) 0,00            | 7,42           |
| 2     | Deutschland | Marco Kutscher Cornet Obolensky Carsten-Otto Nagel Corradina Janne Friederike Meyer Lambrasco Ludger Beerbaum Gotha FRH | 4,41 1,73 0,69 1,99 (3,23) | 6,00 (8,00) 0,00 1,00 5,00  | 10,41          |
| 3     | Frankreich  | Michel Robert Kellemoi de Pepita Pénélope Leprevost Mylord Carthago Kevin Staut Silvana Olivier Guillon Lord de Theize  | 2,95 2,16 (2,55) 0,79 0.00 | 13,00 5,00 4,00 (8,00) 4,00 | 15,95          |

### Zwischenergebnis nach dem dritten Tag
Am dritten Wertungstag stand ein identischer Parcours zum Vortag auf dem Programm. Hierbei war jedoch das Wasser durch farbliche Gestaltung entschärft worden, so dass es hier nicht mehr zu einem Fehlerschwerpunkt kam. Die niederländische Mannschaft, die am Vortag noch dominiert hatte, zeigte Schwächen. Hiervon profitieren die Mannschaften von Deutschland und Frankreich, die beide jeweils drei fehlerfreie Runden im Tagesergebnis hatten.
Für die deutsche Mannschaft stand bereits nach drei Reitern mit zusammen vier Strafpunkten der Sieg in der Mannschaftskonkurrenz fest. Zum Abschluss konnte Ludger Beerbaum, der die Tage zuvor jeweils Fehler am Wassergraben gemacht hatte, mit seiner fehlerlosen Runde das Mannschaftsergebnis noch auf null Strafpunkte am Freitag verbessern.
Insbesondere durch eine Nullrunde von Beat Mändli schafften die Schweizer, die als Titelhalter in diese Europameisterschaften gestartet waren, noch eine Endplatzierung auf Rang sechs und damit die noch fehlende Qualifikation für die Olympischen Sommerspiele 2012. Dies schafften ebenfalls die noch nicht qualifizierten Mannschaften der Niederlande und Schwedens. Die portugiesische Mannschaft, die am Vortag Platz zehn belegte, konnte aufgrund des Ausfalls des Pferdes eines Mannschaftsreiters keine Mannschaft am Freitag mehr aufbieten.
In der noch offenen Einzelkonkurrenz führte weiterhin Carsten-Otto Nagel mit Corradina. Billy Twomey (am Vortag noch zweiter) rutschte auf Rang 18 ab, ebenso mit zwölf Strafpunkten am Freitag fiel Gregory Wathelet von Platz vier auf 20.
Einzelwertung:
| Rang | Reiter               | Pferd       | Wertungspunkte | Wertungspunkte | Wertungspunkte | Wertungspunkte |
| Rang | Reiter               | Pferd       | Tag 1          | Tag 2          | Tag 3          | Gesamt         |
| ---- | -------------------- | ----------- | -------------- | -------------- | -------------- | -------------- |
| 1    | Carsten-Otto Nagel   | Corradina   | 0,69           | 0,00           | 0,00           | 0,69           |
| 2    | Nick Skelton         | Carlo       | 1,04           | 0,00           | 0,00           | 1,04           |
| 3    | Gerco Schröder       | New Orleans | 1,54           | 0,00           | 0,00           | 1,54           |
| 4    | Luciana Diniz        | Winningmood | 0,98           | 4,00           | 0,00           | 4,98           |
| 5    | Rolf-Göran Bengtsson | Ninja       | 1,77           | 0,00           | 4,00           | 5,77           |

### Endergebnis

#### Mannschaftswertung
| Platz | Land           | Reiter und Pferde | umgerechnete Punkte          | Strafpunkte     | Strafpunkte        | Strafpunkte |
| Platz | Land           | Reiter und Pferde | Zeitspringen                 | 1. Umlauf       | 2. Umlauf          | Gesamt      |
| ----- | -------------- | --- | ---------------------------- | --------------- | ------------------ | ----------- |
| 1     | Deutschland    | Marco Kutscher Cornet Obolensky Carsten-Otto Nagel Corradina Janne Friederike Meyer Lambrasco Ludger Beerbaum Gotha FRH               | 4,41 1,73 0,69 1,99 (3,23)   | 6,00 (8) 0 1 5  | 0,00 0 (4) 0       | 10,41       |
| 2     | Frankreich     | Michel Robert Kellemoi de Pepita Pénélope Leprevost Mylord Carthago Kevin Staut Silvana Olivier Guillon Lord de Theize                | 2,95 2,16 (2,55) 0,79 0.00   | 13,00 5 4 (8) 4 | 0,00 0 (4)         | 15,95       |
| 3     | Großbritannien | Nick Skelton Carlo Guy Williams Titus Ben Maher Tripple X III John Whitaker Peppermill                                                | 9,46 1,04 (7,01) 5,66 (9,63) | 8 0 (12) 4      | 5 0 1 4 (8)        | 22,46       |
| 4     | Niederlande    | Eric van der Vleuten Utascha SFN Maikel van der Vleuten Verdi Gerco Schröder New Orleans Jeroen Dubbeldam Simon                       | 7,42 (5,59) 3,37 1,54 2,51   | 0 (9) 0         | 16 8 (12) 0 8      | 23,42       |
| 5     | Schweden       | Malin Baryard-Johnsson Tornesch Angelica Augustsson Mic Mac du Tillard Henrik von Eckermann Coupe de Coeur Rolf-Göran Bengtsson Ninja | 6,74 (2,93) 2,73 2,24 1,77   | 12 (8) 8 4 0    | 16 8 (8) 4         | 34,74       |
| 6     | Schweiz        | Steve Guerdat Jalisca Solier Beat Mändli Louis Clarissa Crotta West Side Pius Schwizer Carlina                                        | 14,66 7,16 0,63 (15,12) 6,87 | 17 4 9 (13) 4   | 9 (8) 0 5 4        | 40,66       |
| …     |                | |                              |                 |                    |             |
| 13    | Österreich     | Christian Schranz Lualdi Christian Fries Lanco Stefan Eder Chilli van Dijk                                                            | 19,59 5,83 13,22 0,54        | 49 13 20 16     | nicht qualifiziert | 68,59       |

#### Einzelwertung
Am Abschlusstag der Europameisterschaften stand in der Einzelwertung eine Springprüfung mit zwei unterschiedlichen Umläufen zur Bewältigung an. Trotz der Möglichkeit, dass bei Verzicht einzelner Reiter andere in die Runde der besten 25 nachrücken, traten nur noch 22 Reiter mit ihren Pferden an.
Im ersten Umlauf unterlief sowohl Carsten-Otto Nagel (Erster in der Zwischenrangierung) als auch Nick Skelton (Zweiter in der Zwischenrangierung) jeweils ein Abwurf, so dass sich der hier fehlerfrei gebliebene Niederländer Gerco Schröder in Führung setzte. Janne-Friederike Meyer hatte mit Lambrasco zwei Hindernisabwürfe und verzichtete nach dem Umlauf auf die Fortsetzung der Prüfung.
Auch der zweite Umlauf brachte nochmals Veränderungen in der Einzelrangierung. Nachdem Nagel und Skelton erneut vier Strafpunkte verzeichnen mussten, setzte sich Rolf-Göran Bengtsson in Führung. Als letzter Reiter trat Gerco Schröder mit einem Vorsprung von über fünf Punkten an. Bis kurz vor Ende des Parcours hatte Schröder einen Abwurf verzeichnet, was noch die Goldmedaille bedeutet hätte. Am letzten Sprung fiel jedoch eine weitere Stange, die Schröder (wie bereit im Rahmen der Mannschaftsentscheidung am Freitag) den Gewinn einer Medaille kostete. Der Einzeleuropameistertitel ging damit an Rolf-Göran Bengtsson mit dem 16-jährigen Wallach Ninja.
Einzig fehlerfrei in beiden Umläufen des Finaltags blieben Jeroen Dubbeldam mit Simon und Henrik von Eckermann mit Coupe de Coeur.
| Rang | Reiter                 | Pferd            | umgerechnete Punkte           | Strafpunkte            | Strafpunkte            | Strafpunkte            | Strafpunkte            | Strafpunkte |
| Rang | Reiter                 | Pferd            | 1. Teilprüfung (Zeitspringen) | 2. Teilprfg. 1. Umlauf | 2. Teilprfg. 2. Umlauf | 3. Teilprfg. 1. Umlauf | 3. Teilprfg. 2. Umlauf | Ergebnis    |
| ---- | ---------------------- | ---------------- | ----------------------------- | ---------------------- | ---------------------- | ---------------------- | ---------------------- | ----------- |
| 1    | Rolf-Göran Bengtsson   | Ninja            | 1,77                          | 0                      | 4                      | 0                      | 1                      | 5,77        |
| 2    | Carsten-Otto Nagel     | Corradina        | 0,69                          | 0                      | 0                      | 4                      | 4                      | 8,69        |
| 3    | Nick Skelton           | Carlo            | 1,04                          | 0                      | 0                      | 4                      | 4                      | 9,04        |
| 4    | Gerco Schröder         | New Orleans      | 1,54                          | 0                      | 0                      | 0                      | 8                      | 9,54        |
| 5    | Henrik von Eckermann   | Coupe de Coeur   | 2,24                          | 4                      | 4                      | 0                      | 0                      | 10,24       |
| 6    | Jeroen Dubbeldam       | Simon            | 2,51                          | 0                      | 8                      | 0                      | 0                      | 10,51       |
| 7    | Pénélope Leprevost     | Mylord Carthago  | 2,55                          | 4                      | 0                      | 4                      | 0                      | 10,55       |
| 8    | Ludger Beerbaum        | Gotha FRH        | 3,23                          | 5                      | 0                      | 4                      | 0                      | 12,23       |
| 9    | Luciana Diniz          | Winningmood      | 0,98                          | 4                      | 0                      | 4                      | 4                      | 12,98       |
| 10   | Beat Mändli            | Louis            | 0,63                          | 9                      | 0                      | 0                      | 4                      | 13,63       |
| 11   | Marco Kutscher         | Cornet Obolensky | 1,73                          | 8                      | 0                      | 0                      | 4                      | 13,73       |
|      | …                      |                  |                               |                        |                        |                        |                        |             |
| 16   | Pius Schwizer          | Carlina          | 6,87                          | 4                      | 4                      | 0                      | 8                      | 22,87       |
|      | …                      |                  |                               |                        |                        |                        |                        |             |
| 20   | Janne Friederike Meyer | Lambrasco        | 1,99                          | 1                      | 4                      | 8                      | auf Start verzichtet   | 14,99       |
|      | …                      |                  |                               |                        |                        |                        |                        |             |
| 30   | Steve Guerdat          | Jalisca Solier   | 7,16                          | 4                      | 8                      | —                      | —                      | 19,16       |
|      | …                      |                  |                               |                        |                        |                        |                        |             |
| 40   | Christian Weier        | Carisco          | 5,05                          | 17                     | 6                      | —                      | —                      | 28,05       |
|      | …                      |                  |                               |                        |                        |                        |                        |             |
| 43   | Christian Schranz      | Lualdi           | 5,83                          | 13                     | 17                     | —                      | —                      | 35,83       |
|      | …                      |                  |                               |                        |                        |                        |                        |             |
| 48   | Stefan Eder            | Chilli van Dijk  | 0,54                          | 16                     | —                      | —                      | —                      | 16,54       |
|      | …                      |                  |                               |                        |                        |                        |                        |             |
| 54   | Clarissa Crotta        | West Side        | 15,12                         | 13                     | —                      | —                      | —                      | 28,12       |
|      | …                      |                  |                               |                        |                        |                        |                        |             |
| 59   | Christian Fries        | Lanco            | 13,22                         | 20                     | —                      | —                      | —                      | 33,22       |
|      | …                      |                  |                               |                        |                        |                        |                        |             |
| 61   | Nicholas Hochstadter   | Ailton           | 15,15                         | 25                     | —                      | —                      | —                      | 40,15       |

## Weiteres
Die Ergebniserfassung und -übertragung erfolgte bei den Europameisterschaften 2011, wie bereits bei den Weltreiterspielen 2010, durch die niederländische Firma Sport Computer Graphics (SCG).
Die Hauptprüfung des Rahmenturniers, der traditionelle Königscup (Gran Premio – Copa S.M. El Rey), wurde am Samstag ab 16:45 Uhr ausgetragen. Es handelte sich hierbei um eine Springprüfung mit Stechen, der Sieg ging an Maikel van der Vleuten mit Sapphire B.